# 单重态
单重态（英语：Singlet state），也称单线态，指的是自旋多重性为1的分子。单重态分子的能级在磁场中不裂分，在光谱中只能看到一条能级线。绝大多数分子的基态是单重态。